# Linia kolejowa Halle – Cottbus
Linia kolejowa Halle – Cottbus – zelektryfikowana dwutorowa magistrala kolejowa w Niemczech, w krajach związkowych Saksonia-Anhalt, Saksonia i Brandenburgia. Wybudowana została w latach 1871-1872 przez Halle-Sorau-Gubener Eisenbahn. Dziś jest to część połączenia środkowych Niemiec z Polską. Biegnie z Halle (Saale) przez Eilenburg, Torgau, Falkenberg/Elster do Cottbus.
Dawniej linia była używana przez pociągi dalekobieżne, a obecnie wykorzystywana jest głównie w ruchu regionalnym i towarowym.